# فوسكريسينسك
فوسكريسينسك (بالروسية: Воскресенск) هي إحدى مدن روسيا في الكيان الفدرالي الروسي موسكو أوبلاست.

## أعلام
- سيرغي بيريزين
- فياتشيسلاف كوزلوف
- الكسندر سميرنوف
- أندري ماركوف